# يزيد اليافعي
يزيد محمد حسن اليافعي (7 يونيو 1997) هو لاعب كرة قدم يمني من مواليد السعودية ، يجيد اللعب في مركز الوسط.
لعب سابقاً في نادي المزاحمية ونادي الساحل ونادي القيصومة.